# Psectrosciara scatopsiformis
Psectrosciara scatopsiformis är en tvåvingeart som beskrevs av Günther Enderlein 1912. Psectrosciara scatopsiformis ingår i släktet Psectrosciara och familjen dyngmyggor. Inga underarter finns listade i Catalogue of Life.